# Vẹt vành mắt đỏ
Vẹt vành mắt đỏ (danh pháp hai phần: Amazona pretrei) là một loài chim trong họ Psittacidae.

## Hình ảnh

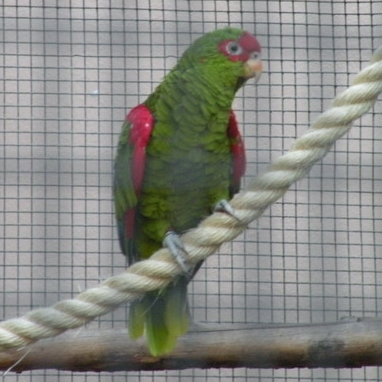
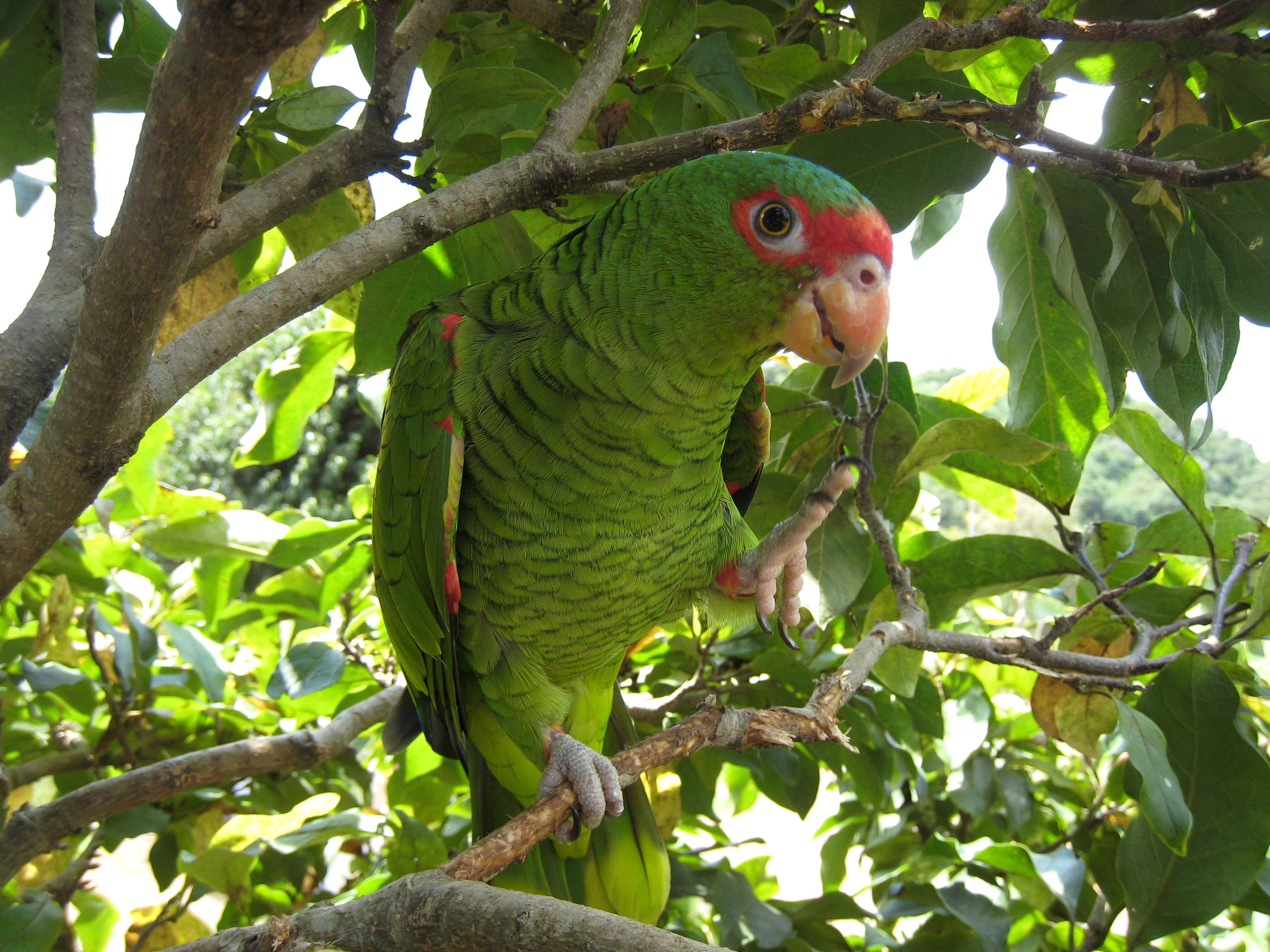
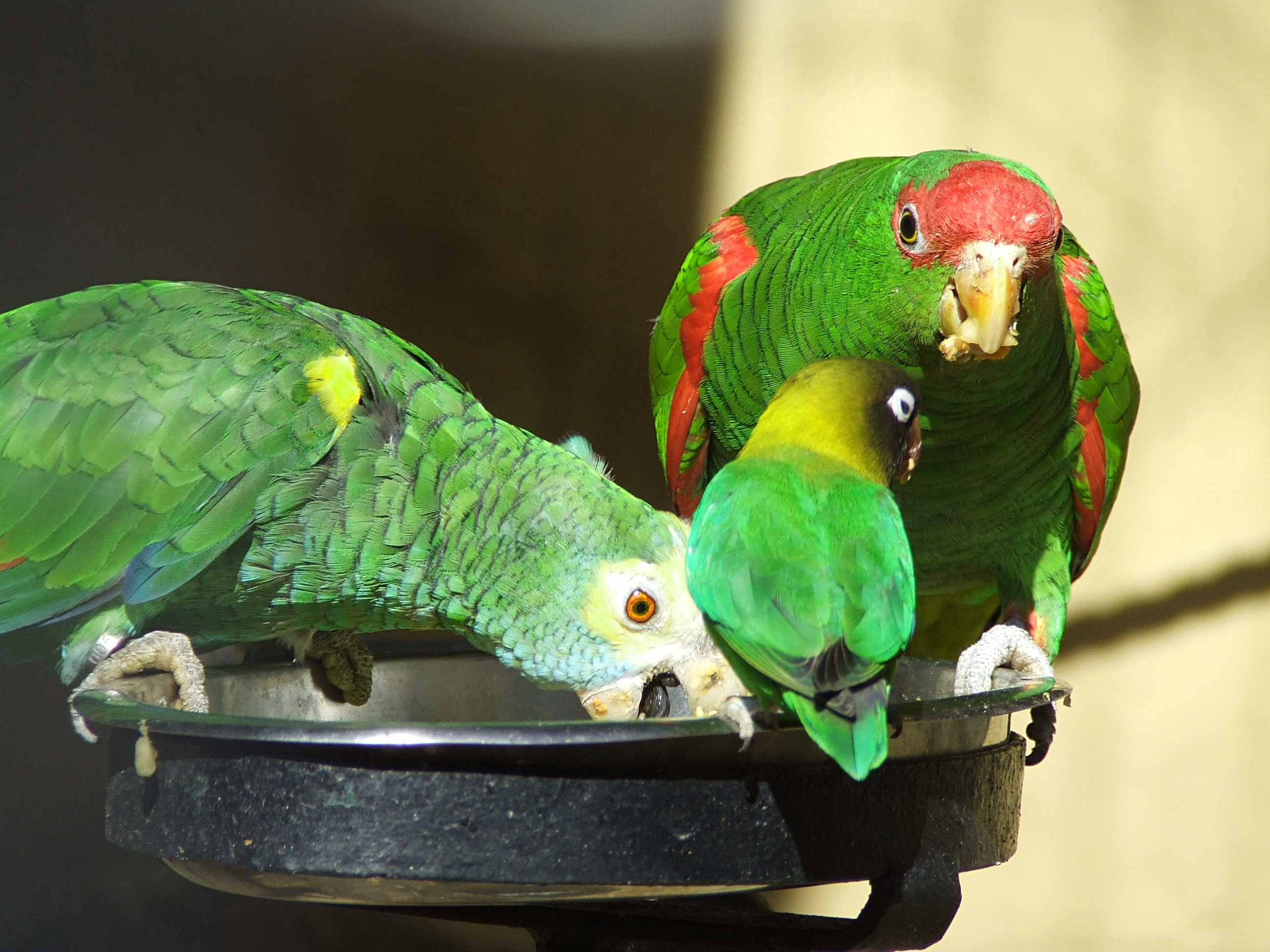
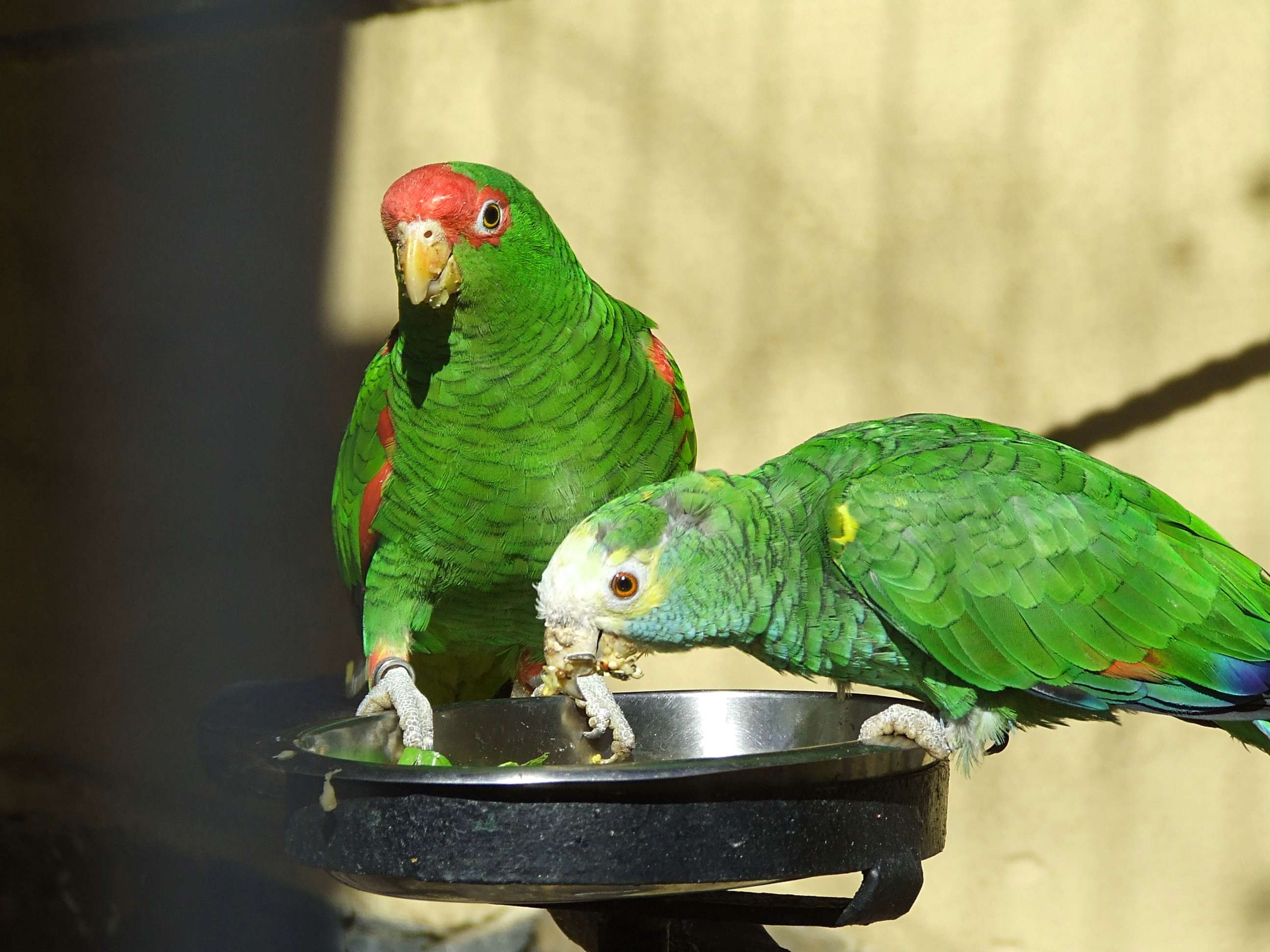